# Tana French
Tana Elizabeth French (Burlington, 10 maggio 1973) è una scrittrice e attrice teatrale statunitense di origini irlandesi e naturalizzata irlandese.

## Biografia
Nata a Burlington, Vermont, nel 1973, ha vissuto in vari paesi, tra i quali l'Italia e il Malawi, prima di stabilirsi a Dublino, dove tuttora risiede.
Dopo gli studi al Trinity College di Dublino, ha lavorato come attrice professionista e voce fuori campo in teatro e al cinema.
A partire dal 2007, con il romanzo Nel bosco, ha creato la Serie Squadra Omicidi Dublino, giunta al 2018 alla sesta indagine.
Nella sua carriera ha ricevuto alcuni tra i più importanti riconoscimenti nel campo della letteratura gialla come l'Edgar Award, il premio Macavity, il premio Barry per il miglior romanzo d'esordio e l'Anthony Award per il suo esordio.

## Opere principali

### Serie Squadra Omicidi Dublino
- Nel bosco (In the Woods), Milano, Mondadori, 2007 traduzione di Michela Benuzzi ISBN 978-88-04-56963-3.
- La somiglianza (The Likeness, 2008), Milano, Mondadori, 2009 traduzione di Katia Bagnoli ISBN 978-88-04-58823-8.
- I luoghi infedeli (Faithful Place, 2010), Milano, Mondadori, 2011 traduzione di Katia Bagnoli ISBN 978-88-04-61136-3.
- Il rifugio (Broken Harbour, 2012), Torino, Einaudi, 2020 traduzione di Alfredo Colitto ISBN 978-88-06-24522-1.
- Il collegio (The Secret Place, 2014), Torino, Einaudi, 2019 traduzione di Alfredo Colitto ISBN 978-88-06-23414-0.
- L'intruso (The Trespasser, 2016), Torino, Einaudi, 2018 traduzione di Alfredo Colitto ISBN 978-88-58-42791-0.

### Serie con Cal Hooper
- Il segugio (The Searcher, 2020), Torino, Einaudi, 2022 traduzione di Alfredo Colitto ISBN 978-88-06-25203-8.
- Il cacciatore (The Hunter), Torino, Einaudi, 2024 traduzione di Alfredo Colitto ISBN 978-88-06-26444-4

### Altri romanzi
- The Witch Elm (2018).

## Riconoscimenti
- 2008 Edgar Award nella categoria Miglior primo romanzo per Nel bosco
- 2008 Anthony Award nella categoria Miglior primo romanzo per Nel bosco
- 2008 Macavity Award nella categoria Miglior romanzo d'esordio per Nel bosco
- 2008 Premio Barry per il miglior romanzo d'esordio per Nel bosco
- 2012 Irish Book Awards per Broken Harbour
- 2012 Los Angeles Times Book Prize nella categoria Mystery/Thriller per Broken Harbor